# 御義口伝
御義口伝（おんぎくでん）は、建治年間（1275‐1278年）の日蓮の講述を日興が「弘安元年正月一日」に筆録した書とされるが、日興門流以外では読まれない。

## 構成
日蓮の寿量文底下種の法門が明かされている。
1. 序　　　品　　七箇の大事。
2. 方　便　品　　八箇の大事。
3. 譬　喩　品　　九箇の大事。
4. 信　解　品　　六箇の大事。
5. 薬 草 喩 品　　五箇の大事。
6. 授　記　品　　四箇の大事。
7. 化 城 喩 品　　七箇の大事。
8. 五　百　品　　三箇の大事。
9. 人　記　品　　二箇の大事。
10. 法　師　品　　十六箇の大事。
11. 宝　塔　品　　二十箇の大事。
12. 提　婆　品　　八箇の大事。
13. 勧　持　品　　三箇の大事。
14. 安 楽 行 品　　五箇の大事。
15. 涌　出　品　　一箇の大事。
16. 寿　量　品　　二十七箇の大事。
17. 分別功徳品　　三箇の大事。
18. 随　喜　品　　二箇の大事。
19. 法師功徳品　　四箇の大事。
20. 不　軽　品　　三十箇の大事。
21. 神　力　品　　八箇の大事。
22. 属　累　品　　三箇の大事。
23. 薬　王　品　　六箇の大事。
24. 妙　音　品　　三箇の大事。
25. 普　門　品　　五箇の大事。
26. 陀 羅 尼 品   　六箇の大事。
27. 厳　王　品　　三箇の大事。
28. 普　賢　品　　六箇の大事。
29. 無 量 義 経　　六箇の大事。
30. 普　賢　経　　五箇の大事。
31. 譬　喩　品　　九箇の大事。
32. 信　解　品　　六箇の大事。
33. 薬 草 喩 品　　五個の大事。